# Pierre Eichhorn
Jean Pierre Eichhorn (* 28. Juli 1854 in Luxemburg; † nach 1900) war ein belgischer Sportschütze.
Er nahm bei den Olympischen Sommerspielen 1900 sowohl im Einzel- als auch im Mannschaftswettbewerb im Armeerevolver über 50 m teil. Im Einzel belegte er mit 345 Punkten den 17. Platz. Im Mannschaftsbewerb, der sich aus den addierten Ergebnissen der 5 Einzelteilnehmer ergab, belegte er mit seinen Teamkollegen Charles Lebègue, Victor Robert, Alban Rooman und Émile Thèves mit insgesamt 1823 Punkten den 4. und damit letzten Platz.